# Liskeard
Liskeard (Lys Kerwyd ou Lyskerrys em córnico) é uma cidade da Cornualha com 9.899 habitantes.